# اچ‌ام‌اس پولیفموس (۱۷۸۲)
اچ‌ام‌اس پولیفموس (۱۷۸۲) (به انگلیسی: HMS Polyphemus (1782)) یک کشتی بود که طول آن ۱۵۹ فوت ۶ اینچ (۴۸٫۶۲ متر) بود. این کشتی در سال ۱۷۸۲ ساخته شد.